# Radzymin Kościelny
Radzymin Kościelny – dawniej wieś, od 1926 w granicach Radzymina, w województwie mazowieckim, w powiecie wołomińskim. Leży na północ od centrum miasta, wzdłuż ulicy Wróblewskiego

## Historia
Radzymin Kościelny to dawniej wieś. Do 1925 należał do gminy Radzymin w powiecie radzymińskim, początkowo w guberni warszawskiej, a od 1919 w woj. warszawskim. 
1 stycznia 1926 Radzymin Kościelny włączono do Radzymina.